# .ki
.ki – domena internetowa przypisana od roku 1995 do Kiribati i administrowana przez Telecommunications Authority of Kiribati.

## Domeny drugiego poziomu
- com.ki
- net.ki
- org.ki
- biz.ki
- info.ki
- org.ki
- gov.ki
- edu.ki
- mob.ki
- tel.ki